# Hyperstrotia nana
Hyperstrotia nana là một loài bướm đêm trong họ Noctuidae.